# Amanda Portales
Amanda Portales Sotelo (Lima, 7 de julio de 1961) es una reconocida cantante, autora, compositora y folclorista peruana de huayno. Es llamada popularmente La novia del Perú. Es reconocida en su país por su activo rol como promotora del folclor andino, lo que le ha permitido cantar en diversos escenarios y en idiomas autóctonos como quechua y aimara.

## Biografía
Su madre, Irene del Centro, es conocida como la Dama Elegante del Folklore, es autora y compositora y natural de Yauyos. Su padre, Lucio Portales, nacido en Huánuco, fue violinista y director de orquesta.

### Trayectoria artística
Amanda es una de las pioneras de este género a nivel internacional cuya carrera se inició a los tres años de edad. A los cinco recibió la autorización del juez de menores para presentarse en un coliseo o en un teatro, a través de su carné de artista folclórica con el número 057.
Ella adquirió varias distinciones como cantante femenina peruana: Cápac Tika cantando del Cusco, a Flor Collavina cantando música de Puno, a Flor Amanda, Amanda del Mantaro o Amanda de los Andes cantando el folklore del Centro del Perú y finalmente a Amanda Portales que es su nombre artístico y nombre de pila. Su alias honorífico, La Novia del Perú, fue bautizado por Antonio Muñoz Monge en 1984. Mientras que La Excelencia Artística lo reconoció la Decana de América, la Universidad Nacional Mayor de San Marcos, en el 2004.
Fue una de las primeras cantantes peruanas en interpretar en Grecia y la Unión Soviética.
En 2001 fue nombrada como Embajadora del Folclor Peruano por la Municipalidad de Lima. En el 2006 fue reconocida por el gobierno peruano con el Orden al Mérito por Servicios Distinguidos en Grado de Comendador por ser una reconocida intérprete del folklore peruano.
Su versatilidad a la hora de cantar le ha permitido incursionar en diversos géneros y compartir escenario con Grandes artistas de fama internacional como: Eva Ayllón, Manuelcha Prado, Francesco Petrozzi, Cecilia Barraza, Karla, Saywa, Damaris, Pelo D'Ambrosio, Zenobio Dagha Sapaico, Doris Ferrer y entre otros.

## Labor artística
- Es gestora del Día de la Canción Andina (instaurado el 15 de junio de 2006).
- Desde los años 1980, produce y dirige el programa radial Fiesta andina por casi cuatro décadas, difundiendo y revalorando la identidad musical del país.[14][15]

## Discografía

### Sello discográfico"IEMPSA"
- 1988 "Rosa Hermosa" (Long Play)
- 1989 "Digan lo que digan" (Long Play)
- 1990 "Bodas de Plata" (Long Play)
- 1992 "La Novia del Perú" (CD)
- 1994 "Viva la Vida" (CD)
- 1995 "Bodas de Perla" (CD)
- 1996 "Siempre Primera" (CD)

### Sello discográfico"Mundo Music"
- 2000 "El Quinto de Oro" Vol. I (CD)
- 2000 "El Quinto de Oro" Vol. II (CD)

### Sello discográfico"Mundo Producciones"
- 2005 "Bodas de Rubí" Vol. I (CD)
- 2005 "Bodas de Rubí" Vol. II (CD)
- 2007 "Sietes lindas canciones" (CD)

### Sello discográfico"Fiesta Andina Producciones"
- 2010 "Bodas de Zafiro" Vol. I (CD)
- 2010 "Bodas de Zafiro" Vol. II (CD)
- 2012 "Tradición Wanka" Vol. I y II (CD)
- 2014 "Primero lo Nuestro" (CD)
- 2015 "Amanda Amando" (CD)